# Socobio
Socobio es una localidad española del municipio de Castañeda, perteneciente a la comunidad autónoma de Cantabria. 

## Geografía
La localidad se encuentra situada a 90 m s. n. m. y a 1,5 kilómetros de distancia de la capital municipal, Pomaluengo.

## Historia
Hacia mediados del siglo XIX, el lugar, ya por entonces perteneciente a Castañeda, tenía contabilizada una población de 220 habitantes. Aparece descrito en el decimocuarto volumen del Diccionario geográfico-estadístico-histórico de España y sus posesiones de Ultramar de Pascual Madoz con las siguientes palabras:

SOCOBIO: l. en la prov. y dióc. de Santander, part. jud. de Villacarriedo; se compone de los barrios de Barcenilla, Jarrera, Castañera, Otiro, Padilla, Peña, Pomar, Sendera, Santiago y Socobio, con un total de 61 casas, una cabaña, una ermita y la igl. parr. Es uno de los cuatro pueblos que forman el valle de Castañeda, donde podran verse sus particularidades. pobl.: 50 vec., 220 alm. contr.: con el ayunt.
(Madoz, 1849, p. 420)

En 2023, la entidad singular de población de Socobio tenía empadronados 306 habitantes y el núcleo de población, también 306.

## Patrimonio

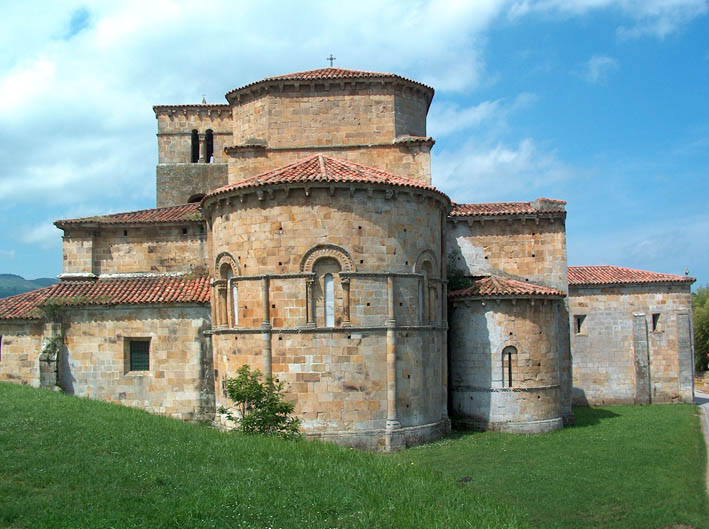
La Colegiata de Santa Cruz de Castañeda

Destaca la Colegiata de Santa Cruz de Castañeda, catalogada como Bien de Interés Cultural.